# Słomki
Słomki – wieś w Polsce, w województwie wielkopolskim, w powiecie chodzieskim, w gminie Chodzież.
Do 2023 miejscowość była częścią wsi Konstantynowo.
W latach 1975–1998 miejscowość administracyjnie należała do województwa pilskiego.
Wieś w sołectwie Konstantynowo - zobacz jednostki pomocnicze gminy Chodzież w BIP.